# Nehalennia gracilis
Déesse gracieuse
Espèce
Statut de conservation UICN

 LC  : Préoccupation mineure
Nehalennia gracilis, communément appelé Déesse gracieuse, est une espèce de libellules de la famille des Coenagrionidae dans le sous-ordre des demoiselles (ordre des Odonates). Elle a été décrite en 1895 par l'entomologiste Albert Pitts Morse (d).
Comme tous les odonates, l'adulte est un prédateur opportuniste de petits insectes. La naïade (larve) est également prédatrice et se nourrit d'invertébrés aquatiques.

## Description
Cette demoiselle mesure entre 22-31 mm de long. Le mâle possède un thorax vert métallique avec les côtés bleus. L'abdomen est également vert et les segments sont bleus avec aucun motif en leur base, contrairement à N. irene. Les ailes sont transparentes. La femelle a une coloration semblable au mâle mais avec des taches foncées sur les derniers segments de son abdomen.

### Espèce similaire
- Nehalennia irene

## Répartition
Elle se retrouve dans cinq provinces du Canada (Manitoba, Ontario, Québec, Nouveau-Brunswick et la Nouvelle-Écosse) et dans 23 États des États-Unis.

## Habitat
Cette espèce fréquente les lacs et les étangs tourbeux. Elle fréquente également les tourbières.